# (197) Arete
(197) Arete – planetoida z pasa głównego asteroid okrążająca Słońce w ciągu 4 lat i 197 dni w średniej odległości 2,74 j.a. Została odkryta 21 maja 1879 roku w Austrian Naval Observatory (Pula, półwysep Istria) przez Johanna Palisę. Nazwa planetoidy pochodzi od Arete, żony Alkinoosa króla Feaków w mitologii greckiej.